# Hjörsey
Hjörsey – bezludna wyspa w Zatoce Faxa na Ocean Atlantycki u zachodnich wybrzeży Islandii, w całości zajmuje ją państwo Islandia. Powierzchnia 5,5 km², maksymalna wysokość 12 m n.p.m.